# トゲモミジガイ
トゲモミジガイ（棘紅葉貝、Astropecten polyacanthus） は、ヒトデ綱モミジガイ科のヒトデで、輻長約7cm～10cm、褐色～黒色。「カイ」と名付けられているが、ヒトデの仲間である。

## 生態
日本では中部（房総半島・相模湾）以南のごく浅い砂浜や干潟、潮下帯などに広く生息する。インド洋、西太平洋などにも分布する。通常は砂や泥の中に棲み、夜明けや夕方などの薄暗い時間帯に活動する。見かけからは想像しにくいが、水中での移動速度はかなり速く、先端に吸盤を持たない管足で砂を蹴るようにして歩く。

## 形態・特徴
反口側（背側）と口側の双方に多くの棘を持ち、通常反口側は暗褐色で、口側は白～黄土色。個体により色と形に大きな差がある。よく似た種にモミジガイがあるが、モミジガイには反口側の棘がない。
体内にはフグ毒と同じテトロドトキシンを含有しており、食べると中毒を起こすため注意が必要である。また表皮にヒトデヤドリニナが寄生することが多い。